# QNX
کیواِن‌اکس (QNX) یک سیستم‌عامل شبه یونیکس بی‌درنگ است که برای هدف قراردادن بازار سامانه‌های توکار ساخته شده‌است. این محصول در ابتدا توسط شرکت کانادایی کیوان‌اکس سافت‌ویر سیستمز (به انگلیسی: QNX Software Systems) ساخته شده‌است که بعدها توسط ریسرچ این موشن (بلک‌بری کنونی) خریداری شد.

## تعریف
هسته این سیستم‌عامل از نوع ریزهسته است و فعالیت‌های سیستم‌عامل به شکل تعدادی وظیفه کوچک تحت عنوان سرور اجرا می‌شوند. اینگون طراحی با طراحی سنتی هسته یکپارچه متفاوت است. در طراحی سنتی کرنل یکپارچه، سیستم‌عامل یک برنامه بسیار بزرگ منفرد است که از تعداد بسیار زیادی بخش هر یک با توانایی‌هایی خاص تشکیل شده‌است.
در این سیستم‌عامل استفاده از یک میکروکرنل به کاربران (توسعه‌دهندگان) اجازه می‌دهد هر قابلیتی را که به آن نیاز ندارند بدون هیچگونه تغییر در خود سیستم‌عامل، غیرفعال (خاموش) کنند. که بدین ترتیب سرورهای مربوط به آن قابلیت به سادگی اجرا نمی‌شوند. این سیستم‌عامل بسیار کوچک است و ویرایش‌های اولیه آن حتی روی یک فلاپی دیسک قرار می‌گرفتند.
QNX روی پلتفرم‌های گوناگونی نصب می‌گردد و هم‌اکنون روی CPUهای مدرن با کاربردهای نهفته اجرا شده‌است. پردازنده‌هایی چون PowerPC و خانواده x86 ، پردازنده‌های MIPS وSH-4 و همچنین پردازنده‌های ARM و Xscale.
QNX یک لایسنس برای کاربران آکادمیک و غیر تجاری نیز ارائه کرده‌است.
QNX در سطح وسیعی در سیستم‌های کنترل صنعتی، اجزای الکترومکانیکی اتوماسیون، ابزارآلات پزشکی، سیستم‌های دفاعی، نیروگاه‌های هسته‌ای و دیگر کاربردهای بحرانی مورد استفاده قرار گرفته‌است. همچنین تبلت‌های PlayBook ساخت شرکت BlackBerry از نسخه‌ای از QNX به نام BlackBerry Tablet OS به عنوان سیستم‌عامل اصلی خود استفاده می‌کنند و سیستم‌عامل BlackBerry 10 نیز که روی سایر دیوایس‌های این شرکت نصب شده‌است نیز مبتنی بر QNX می‌باشد.